# Таблиця медалей літніх Олімпійських ігор 1912
Нижче представлений медальний залік 5 літніх Олімпійських ігор 1912 року, що проходили в Стокгольмі (Швеція) з 5 травня по 27 червня. Розігрувалося 103 комплекти нагород між 2407 спортсменами (з них 48 жінок) з 28 країн. 
Нагороди отримали 18 країн-учасниць. У неофіційному командному заліку перше місце посіли спортсмени Швеції — 136 очок. шведи завоювали та більше всіх медалей. Відмінно виступила команда Фінляндії, обійшовши в медальному заліку Францію та Німеччину. 
| Місце  | Країна                  | Золото | Срібло | Бронза | Загалом |
| ------ | ----------------------- | ------ | ------ | ------ | ------- |
| 1      | США                     | 25     | 19     | 19     | 63      |
| 2      | Швеція (SWE)            | 24     | 24     | 17     | 65      |
| 3      | Велика Британія         | 10     | 15     | 16     | 41      |
| 4      | Фінляндія (FIN)         | 9      | 8      | 9      | 26      |
| 5      | Франція (FRA)           | 7      | 4      | 3      | 14      |
| 6      | Німеччина (GER)         | 5      | 13     | 7      | 25      |
| 7      | Південна Африка (RSA)   | 4      | 2      | 0      | 6       |
| 8      | Норвегія (NOR)          | 4      | 1      | 4      | 9       |
| 9      | Канада (CAN)            | 3      | 2      | 3      | 8       |
| 9      | Угорщина (HUN)          | 3      | 2      | 3      | 8       |
| 11     | Італія (ITA)            | 3      | 1      | 2      | 6       |
| 12     | Австралазія (ANZ)       | 2      | 2      | 3      | 7       |
| 13     | Бельгія (BEL)           | 2      | 1      | 3      | 6       |
| 14     | Данія (DEN)             | 1      | 6      | 5      | 12      |
| 15     | Греція (GRE)            | 1      | 0      | 1      | 2       |
| 16     | Російська імперія (RUS) | 0      | 2      | 3      | 5       |
| 17     | Австрія (AUT)           | 0      | 2      | 2      | 4       |
| 18     | Нідерланди (NED)        | 0      | 0      | 3      | 3       |
| Всього | Всього                  | 103    | 104    | 103    | 310     |

## Змагання в мистецтві на Олімпійських іграх 1912 року
Ці змагання входили в програму літніх ігор з 1912 по 1948 рік, але їх результати не сумуються з іншими результатами Олімпійських ігор. 
| Місце | Країна    | Золото | Срібло | Бронза | Загалом |
| ----- | --------- | ------ | ------ | ------ | ------- |
| 1     | Італія    | 2      | 0      | 0      | 2       |
| 2     | Франція   | 1      | 1      | 0      | 2       |
| 3     | Швейцарія | 1      | 0      | 0      | 1       |
| 3     | США       | 1      | 0      | 0      | 1       |